# Pelister
Pelister (maced. Пелистер) – najwyższy szczyt w paśmie górskim Baba w południowo-zachodniej Macedonii Północnej. Wysokość – 2601 m n.p.m.
Kota 2601 m stanowi w zasadzie najwyższy punkt grzbietu Czerwonej Ściany, schodzącego od tegoż punktu w kierunku północno-wschodnim. Potocznie nazywa się ją "Pelisterem", chociaż nazwa ta odnosi się w rzeczywistości do całego, długiego na ok. 3 km odcinka głównej grani masywu, ciągnącego się od koty 2601 m w kierunku południowo-wschodnim, aż do przełączki nad źródłami potoku Sapunčica.
Pelister znajduje się w granicach parku Narodowego Pelister. Leży na dziale wód Morza Egejskiego i Adriatyckiego. Pod grzbietem, po jego wschodniej stronie, znajdują się dwa jeziorka znane jako Pelisterski Oczi.